# Michel Ter-Pogossian
Michel „Michael“ Ter-Pogossian (* 21. April 1925 in Berlin; † 19. Juni 1996 in Paris) war ein US-amerikanischer Medizinphysiker. Er gilt zusammen mit Michael E. Phelps als einer der Väter der Positronen-Emissions-Tomographie (PET).
Ter-Pogossian wurde in Berlin geboren und ist armenischer Abstammung. Er emigrierte über Frankreich, wo er an der Universität von Paris studierte, gemeinsam mit seinen Eltern in die Vereinigten Staaten, dort arbeitete er an der Washington University School of Medicine. 1957 wurde er Fellow der American Physical Society. 1993 erhielt er einen Gairdner Foundation International Award. Er war verheiratet, hatte drei Kinder und fünf Enkel.